# Barão de Cocais (kommun)
Barão de Cocais är en kommun i Brasilien.   Den ligger i delstaten Minas Gerais, i den sydöstra delen av landet, 600 km sydost om huvudstaden Brasília. Antalet invånare är 28 432.
Följande samhällen finns i Barão de Cocais:
- Barão de Cocais

Runt Barão de Cocais är det i huvudsak tätbebyggt. Runt Barão de Cocais är det ganska tätbefolkat, med 149 invånare per kvadratkilometer.